# Кларк Ештон Сміт
Кларк Ештон Сміт (англ. Clark Ashton Smith, 13 січня 1893 — 14 серпня 1961) — американський поет, скульптор і художник, автор оповідань у жанрі фентезі, жахів та наукової фантастики, великий друг Г. Ф. Лавкрафта.

## Біографія

### Ранні роки
Сміт народився 13 січня 1893 року в Лонг-Веллі, округ Плейсер, штат Каліфорнія, в родині з англійським та новоанглійським корінням. Більшу частину свого життя він провів у маленькому містечку Оберн, Каліфорнія, живучи в будинку, побудованому його батьками, Фанні та Тімеусом Смітами. Сміт зізнавався, що ненавидів провінційність містечка, але рідко залишав його, аж поки не одружився наприкінці життя.
Його формальна освіта була обмеженою: він страждав на психологічні розлади, включаючи сильну агорафобію, і хоча його прийняли до середньої школи після восьми років навчання в гімназії, батьки вирішили, що для нього буде краще навчатися вдома. Ненаситний читач з надзвичайною ейдетичною пам'яттю, Сміт, здавалося, запам'ятовував майже все, що читав. Покинувши формальну освіту, він взявся за самостійне вивчення літератури, включаючи «Робінзона Крузо», «Мандри Гуллівера», казки Ганса Крістіана Андерсена та Мадам д'Онуа, «Арабські ночі» та вірші Едґара Аллана По. Він читав словник без скорочень слово в слово, вивчаючи не лише визначення слів, але й їхню етимологію.
Іншим основним напрямком самоосвіти Сміта було прочитання повного 11-го видання Британської енциклопедії щонайменше двічі. Пізніше Сміт вивчив французьку та іспанську мови, щоб перекладати вірші з цих мов, зокрема твори Жерара де Нерваля, Поля Верлена, Амадо Нерво, Густаво Адольфо Беккера та всі, окрім 6, зі 157 віршів Шарля Бодлера у збірці «Квіти зла».

### Раннє письмо

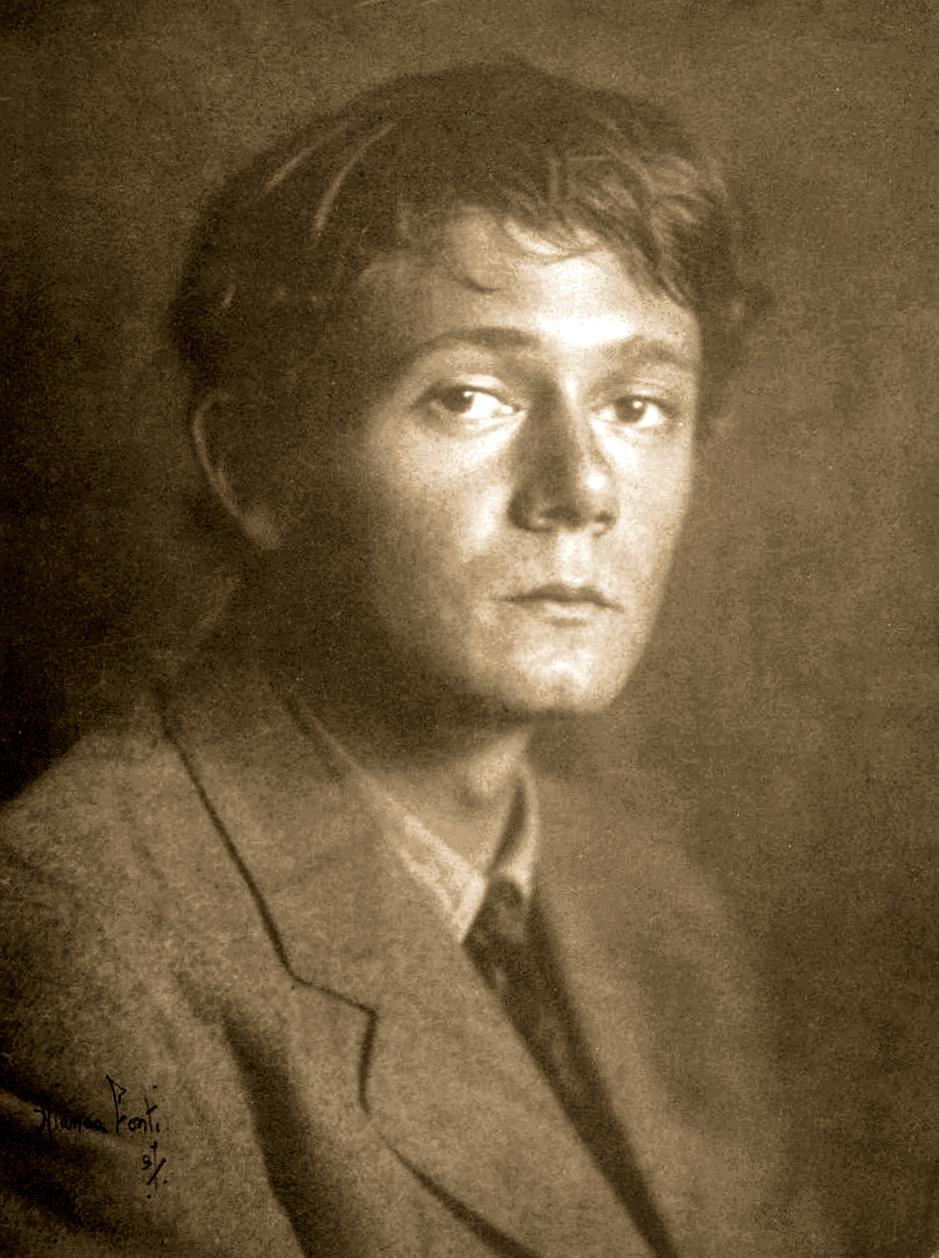
Кларк Ештон Сміт у 1912 році, дев'ятнадцять років.

Його перші літературні спроби, у віці 11 років, мали форму казок та імітацій арабських ночей. Пізніше він писав довгі пригодницькі романи, присвячені східному життю. У 14 років він уже написав короткий пригодницький роман «Чорні діаманти» (англ. The Black Diamonds), який був загублений на довгі роки, поки не був опублікований у 2002 році. Ще один юнацький роман був написаний у підлітковому віці: «Меч Загана» (англ. The Sword of Zagan) (неопублікований до 2004 року). Як і в «Чорних діамантах», у ньому використовується середньовічна атмосфера, та чутні впливи авторів, якими він захоплювався у цьому віці.
У 17 років він продав кілька оповідань до журналу «Чорний кіт» (англ. The Black Cat), який спеціалізувався на незвичайних казках. Він також опублікував кілька оповідань у щомісячнику «Overland Monthly» — це була його коротка вилазка в художню літературу, яка передувала його поетичній кар'єрі.
Однак, саме поезія мотивувала молодого Сміта, і він присвятив себе поезії більше десяти років. У пізній юності Сміт познайомився з поетом із Сан-Франциско Джорджем Стерлінгом через члена місцевого клубу Auburn Monday Night Club, де він прочитав кілька своїх віршів зі значним успіхом. Під час місячного візиту до Стерлінга в Кармел, Каліфорнія, Сміт познайомився з поезією Бодлера.
Коли Сміт опублікував свою другу збірку поезій «Чорне дерево і кришталь» (англ. Ebony and Cristal) у 1922 році, він отримав листа від шанувальника: Г. Ф. Лавкрафта. З цього листа почалася їхня дружба, яка тривала 15 років без жодної особистої зустрічі.
Він став протеже Стерлінга, і Стерлінг допоміг йому опублікувати свою першу збірку віршів «Зоряний ходок та інші вірші» (англ. The Star-Treader and Other Poems) у віці 19 років. Сміт отримав міжнародне визнання за цю збірку. Американські критики дуже прихильно сприйняли «Зіркохідця», один з яких назвав Сміта «тихоокеанським Кітсом». Сміт ненадовго опинився в колі Амброза Бірса та Джека Лондона, але його рання слава невдовзі згасла.

### Період погіршення здоров'я
Трохи згодом здоров'я Сміта підірвалося, і протягом восьми років його літературна творчість була переривчастою, хоча саме в цей період він створив свої найкращі вірші. Невелика збірка «Оди та сонети» (англ. Odes and Sonnets) вийшла друком у 1918 році. Сміт познайомився з літературними діячами, які згодом увійшли до кола кореспондентів Говарда Лавкрафта; Сміт знав їх набагато раніше, ніж Лавкрафт. Серед них — поет Семюел Лавмен та книготорговець Джордж Кірк. Саме Сміт пізніше познайомив Дональда Вандрея з Лавкрафтом. З цієї причини було висловлено припущення, що Лавкрафта можна з таким же успіхом назвати членом кола «Сміта», як і Сміт був членом кола Лавкрафта.
Під час своєї «спільної кар'єри» з вивченою грайливістю Сміт і Лавкрафт запозичували один в одного карбування географічних назв та імен дивних богів для своїх оповідань, хоча Сміт настільки відрізняється від Лавкрафта, що його охрестили «Кларком Ештоном Смітосом».
У 1925 році Сміт опублікував книгу «Сандалове дерево» (англ. Sandalwood), яка була частково профінансована за рахунок подарунка в 50 доларів від Дональда Вандрея. У цей період він мало писав художньої літератури, за винятком деяких образних віньєток або віршів у прозі. Більшу частину свого життя Сміт був бідним і часто виконував важку ручну роботу, таку як збирання фруктів і різання дерева, щоб прогодувати себе і своїх батьків. Він був вправним кухарем і виготовляв багато видів вина. Він також добре копав, друкував і займався журналістикою, вів колонку в «Обернському журналі» (англ. The Auburn Journal), а іноді працював його нічним редактором.
Одним із мистецьких покровителів і частих кореспондентів Сміта був бізнесмен із Сан-Франциско Альберт Бендер.

### Плідоносний період

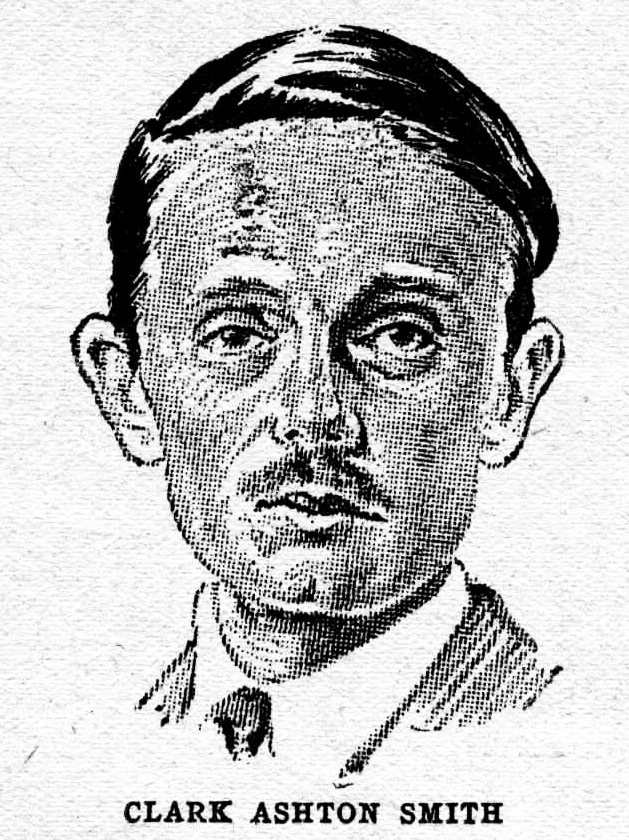
Сміт, як він зображений в «Історіях чудес» у 1930 році

На початку великої депресії в США 1929 року, коли здоров'я його старих батьків ослабло, Сміт повернувся до написання оповідань і між 1929 і 1934 роками створив понад сотню оповідань, майже всі з яких можна класифікувати як дивні жахи або наукову фантастику. Як і Лавкрафт, він спирався на нічні кошмари, які мучили його під час юнацьких хвороб. Брайан Стейблфорд писав, що оповідання, написані під час цієї короткої фази бурхливої продуктивності, «становлять один з найвидатніших творів в фантастичній літературі».
Він опублікував власним коштом збірку з шістьма найкращими оповіданнями «Подвійна тінь та інші фантазії» англ. The Double Shadow and Other Fantasies накладом 1000 примірників, надруковану журналом «Оберн» (англ. Auburn Journal). Темою більшості його творів є егоїзм і надприродне покарання за нього; його дивна фантастика, як правило, має похмуру тематику, зловтішно переймаючись образами смерті, розпаду і ненормальності.
Більшість химерної фантастики Сміта складається з чотирьох серій, дія яких розгортається в Гіпербореї, Посейдонісі, Аверуані та Зотіці. Гіперборея, загублений континент міоценового періоду, і Посейдоніс, залишок Атлантиди, багато в чому схожі, з магічною культурою, що характеризується химерністю, жорстокістю, смертю і посмертними жахіттями. Аверуан — це версія Сміта про домодерну Францію, яку можна порівняти з «Poictesme» Джеймса Бранча Кабелла. Зотик існує через мільйони років у майбутньому. Це «останній континент землі, коли сонце тьмяне і затьмарене». Ці оповідання порівнюють із циклом «Вмираюча Земля» Джека Венса.
У 1933 році Сміт почав листуватися з Робертом Говардом, техаським автором Конана-варвара. З 1933 по 1936 рік Сміт, Говард і Лавкрафт були лідерами школи фантастики Weird Tales і часто листувалися, хоча ніколи не зустрічалися. Письменник східного фентезі Е. Гофман Прайс — єдина людина, про яку відомо, що вона зустрічалася з усіма трьома особисто.
Критик Стів Берендс припустив, що часта тема «втрати» в художній літературі Сміта (багато його персонажів намагаються повернути давно минулу молодість, раннє кохання або мальовниче минуле) може відображати відчуття самого Сміта, що його кар'єра зазнала «падіння з небес на землю».

### Середина кар'єри: повернення до поезії та скульптури
У вересні 1935 року померла мати Сміта, Фанні. Наступні два роки Сміт доглядав за батьком під час його останньої хвороби. Тімеус помер у грудні 1937 року. У віці 44 років Сміт практично припинив писати художню літературу. Він був сильно вражений кількома трагедіями, що сталися за короткий проміжок часу: смерть Роберта Е. Говарда (1936), смерть Лавкрафта від раку (1937) та смерть його батьків, які виснажили його. В результаті він зійшов зі сцени, що ознаменувало кінець золотого віку «Дивних історій». Він почав займатися скульптурою і відновив написання віршів. Однак Сміта відвідувало багато письменників у його хатині, зокрема Фріц Лейбер, Рах Гофман, Френсіс Т. Лейні та інші.
У 1942 році, через три роки після того, як Август Дерлет заснував «Аркхем Хаус» з метою збереження творів Г. Ф. Лавкрафта, Дерлет опублікував першу з кількох великих збірок фантастики Сміта «Поза простором і часом» (1942). За нею вийшла «Загублені світи» (1944). Книги продавалися повільно, вийшли з друку і стали дорогими раритетами. Дерлет опублікував ще п'ять томів прози Сміта і два томи його віршів, а на момент його смерті в 1971 році мав великий том віршів Сміта в пресі.

### Подальше життя, одруження і смерть
У 1953 році Сміт переніс коронарний напад. У віці 61 року він одружився з Керол(ін) Джонс Дорман 10 листопада 1954 року. Дорман мала великий досвід роботи в Голлівуді та зв'язків з громадськістю на радіо. Після медового місяця в хатині Сміта вони переїхали до Пасифік-Гроув, Каліфорнія, де він створив домогосподарство, включаючи її трьох дітей від попереднього шлюбу. Протягом кількох років він чергував будинок на Індіан-Рідж і їхній будинок у Пасифік-Гроув. Сміти продали більшу частину батьківського урочища, а в 1957 році старий будинок згорів — Сміти вважали, що це був підпал, інші говорили, що це сталося через нещасний випадок.
Тепер Сміт неохоче займався садівництвом для інших мешканців Пасифік Ґроув і відростив цапину борідку. Він проводив багато часу за покупками і прогулюючись біля набережної, але, попри докори Дерлета, опирався написанню нових художніх творів. 1961 року він переніс серію інсультів і в серпні 1961 року тихо помер уві сні, у віці 68 років. Після смерті Сміта Керол знову вийшла заміж (стала Керолін Вейкфілд) і згодом померла від раку.
Прах поета був похований біля або під валуном на захід від місця, де стояв будинок його дитинства (знищений пожежею в 1957 році); частина праху також була розвіяна в гаю блакитних дубів поруч із валуном. Там не було жодного знаку. Меморіальні дошки на честь Сміта були встановлені в окружній бібліотеці Оберн-Плейсер у 1985 році та в парку Бісентенніал в Оберні у 2003 році.

## Творчість

### Вірші
Ранні вірші писалися переважно у стилі fin de siècle та сформувлися завдяки впливу Свінберна та Джорджа Стерлінґа. Серед пізніших поетичних збірок — «Зоряний ходок та інші вірші», «Чорне дерево та кришталь» (1922), «Сандалове дерево» (1923), «Темний замок» (1951) та «Вибрані вірші». Лавкрафт високо оцінив поезію Сміта і написав рецензію на збірку «Чорне дерево і кришталь», яка була опублікована в аматорському журналі «L'Alouette» у січні 1924 року.

### Проза
У 1925 році під впливом Лавкрафта Сміт звернувся до моторошної літератури й до 1937 року написав понад сотню оповідань. «Мерзоти Йондо», датовані 5 лютого 1925 року, вважаються першим прикладом цього. Лавкрафт був вражений і надіслав текст Фарнсворту Райту, який, однак, не прийняв його для «Weird Tales». Пізніше Сміта часто зараховували до трійки мушкетерів журналу pulp, разом з Лавкрафтом і Робертом Говардом. Лише у квітні 1926 року оповідання почали з'явилятися в літературному журналі «Overland Monthly».
Історії, дія яких відбувається в міфічно-вигаданих ландшафтах, таких як Гіперборея, Атлантида, середньовічний стилізований Аверуан або Зотик, можна віднести переважно до фентезі, навіть якщо вони неодноразово запозичують мотиви з наукової фантастики і працюють із засобами жаху.
Дія інших оповідань відбувається на Марсі. Окрім успішного оповідання «Гробниця Йо-Вомбіса», до циклу увійшли «Володар глибин», «Вултум» та фрагмент «Мнемока». Дія оповідань відбувається в часи, коли дослідження планети тільки розпочалося. Подібно до циклу «Зотик», Сміт зображує її як світ, що старіє і повільно вмирає. Напівгуманоїди, корінні мешканці планети — високі, стрункі та загадкові істоти, проте досить дружелюбні, щоб терпіти людей і дозволяти «торгівлю між світами».
Деякі оповідання, такі як «Genius Loci», «Насіння з гробу», «Повернення чаклуна», «Ланцюг Афоргомона» та «Невидиме місто», не мають легендарного антуражу і належать до жанру фентезі.

### Образотворче мистецтво
Після смерті Роберта Говарда (1936) та Г. Ф. Лавкрафта (1937) інтерес Сміта до письменництва згас. Він звернувся до візуального мистецтва як самоучка, надаючи перевагу стилю примітивізму. Як зазначає Сунанд Т. Джоші, його малюнки тушшю, олівцем чи крейдою та олійні картини демонструють сильну уяву, але залишаються неадекватними у своїй технічній реалізації. Крім того, він створював гротескні маленькі скульптури та статуетки з мильного каменю.

## Твори
Авторитетною бібліографією про творчість Сміта є «Кларк Ештон Сміт» від С. Т. Джоші, Девіда Е. Шульца та Скотта Коннерса: A Comprehensive Bibliography. Нью-Йорк: Hippocampus Press, 2020.
Першою бібліографією Сміта, яка зосереджувалася на його короткій прозі, була книга «Оповідання Кларка Ештона Сміта», видана Томасом Г. Л. Кокрофтом у Новій Зеландії в 1951 році.
Творчість Ештона Сміта можна розділити на кілька циклів. Він створив кілька серій оповідань, які пов'язані спільними персонажами або темами, кожне із яких має свою унікальну атмосферу та світовідчуття. Ось детальніший перелік основних циклів та оповідань що відносяться до них:

### Посейдоніс
- «Муза Атлантиди» (прозовий вірш) (англ. The Muse of Atlantis, 1973)
- «Останнє заклинання» (англ. The Last Incantation, 1930)
- «Смерть Малиґріса» (англ. The Death of Malygris, 1934)
- «Толомет» (англ. Tolometh, 1958)
- «Подвійна тінь» (англ. The Double Shadow, 1933)
- «Мандрівка на Сфаномої» (англ. A Voyage to Sfanomoë, 1931)
- «Вино з Атлантиди» (англ. A Vintage from Atlantis, 1933)
- «Атлантида» вірш (англ. Atlantis: a poem, 1912)

### Гіперборея
- «Муза Гіпербореї» (прозовий вірш) (англ. The Muse of Hyperborea, 1965)
- «Сім ґешів» (англ. The Seven Geases, 1934)
- «Рокована доля Авусла Вутоквана» (англ. The Weird of Avoosl Wuthoqquan, 1932)
- «Біла Сибіл» (англ. The White Sybil, 1935)
- «Заповідь Атаммауса» (англ. The Testament of Athammaus, 1932)
- «Пришестя Білого Хробака» (англ. The Coming of the White Worm, 1941)
- «Уббо-Сатла» (англ. Ubbo-Sathla, 1933)
- «Брама до Сатурна» (англ. The Door to Saturn, 1932)
- «Крижаний Демон» (англ. The Ice-Demon, 1933)
- «Оповідь Сатампри Зейроса» (англ. The Tale of Satampra Zeiros, 1931)
- «Викрадення тридцяти дев'яти поясів» (англ. The Theft of the Thirty-Nine Girdles, 1958)

### Зотік
- «Зотіка» (Zothique, поема)
- «Цитра» (Xeethra, 1934)
- «Некромантія в Нааті» (The Necromancy in Naat, 1936)
- «Імперія некромантів» (The Empire of the Necromancers, 1932)
- «Повелитель крабів» (The Master of the Crabs, 1948)
- «Смерть Ілалоти» (The Death of Ilalotha, 1937)
- «Прядильник зі склепу» (The Weaver in the Vault, 1934)
- «Чаклунство Улюї» (The Witchcraft of Ulua, 1934)
- «Бог із Храму Смерті» (The Charnel God, 1934)
- «Чорний ідол» (The Dark Eidolon, 1935)
- «Морфілла» (The Morthylla, 1953)
- «Чорний абат Патуума» (The Black Abbot of Puthuum, 1936)
- «Прибулець із гробниці» (The Tomb-Spawn, 1934)
- «Останній ієроліф» (The Last Hieroglyph, 1935)
- «Острів мучителів» (The Isle of the Torturers, 1933)
- «Сад Адомфи» (The Garden of Adompha, 1938)
- «У Книзі Вергами» (In the Book of Vergama, 1934)
- Подорож короля Юворана" (The Voyage of King Euvoran)

## Критика
Для Лавкрафта Кларк Ештон Сміт був одним з найобдарованіших письменників свого покоління. Як він зазначив у своєму есе «Надприродний жах у літературі», жоден з нині живих письменників не перевершив Сміта в «демонічній дивовижності та плідності своїх задумів». Хто ще міг би побачити й пережити «розпусні і гарячково спотворені видіння нескінченних сфер і множинних вимірів», щоб розповісти про це? Ніхто не передає тон «космічного жаху» так добре, як він.
Райн Зондерґельд класифікує оповідання і новели Сміта як декадентські витвори. Декаданс відображається не лише в тематиці, а й у мові, яка часто здається манірною. Проте його творчість часто оцінюється шанувальниками жанру вище, ніж творчість Лавкрафта. Найбільш переконливим автор є не у фентезі, а у своїх фантастичних оповіданнях, таких як «Genius Loci» та «Насіння з могили».
Рей Бредбері, який також опублікував кілька ранніх оповідань у видавництві «Аркхем Хаус», описав великий вплив оповідань Сміта «Місто, де часто співає полум'я» (англ. The City oft the Singing Flame) та «Володар астероїда» (англ. Master of Asteroid). В одному з них, за його словами, фантастична уява, а в іншому — зображення ізоляції та самотності вразили його і вплинули на нього до кінця життя.
Для Сунанд Т. Джоші поезія Сміта є однією з «загублених перлин літератури 20-го століття». Його найважливіший вірш — «Пожирач гашишу», або «Апокаліпсис зла» (англ. The Hashish Eater -or- the Apocalypse of Evil), 600-рядкова «космічна(і) фантасмагорія», яка справила велике враження на Лавкрафта. Дивлячись на вірш «Той, що йде за зіркою» (англ. The Star-Treader), зрозумілі похвали та порівняння з Кітсом або Шеллі. Цей та інші ранні вірші перевершували «космічну лірику» покровителя Сміта Стерлінга, чиї довгі поеми «Свідчення сонць» (англ. The Testimony of the Suns) (1903) та «Вино чаклунства» (англ. A Wine of Wizardry) (1907) вплинули на Сміта. Одну з причин недостатнього визнання поезії Сміта Джоші вбачає у відсутності традиції надприродної фантастичної поезії. Багато творів, на його думку, багаті на метафори і вирізняються з-поміж сучасної поезії Езри Паунда та Вільяма Карлоса Вільямса традиційними віршованими розмірами та високим стилем.
У 2015 році Сміт посмертно отримав премію Кордвейнера Сміта, яка присвячується забутим або недооціненим письменникам-фантастів.

## Український переклад
- Кларк Ештон Сміт. Зібрання творів[З 1]. пер. з анг. Євгена Онуфрієнка. Київ: Видавництво Жупанського, 2023. — 568 ст.